# تپه هان الیاس
تپه هان الیاس مربوط به هزاره دوم قبل از میلاد است و در شهرستان مریوان، بخش مرکزی، روستای درزیان واقع شده و این اثر در تاریخ ۲۷ مرداد ۱۳۸۲ با شمارهٔ ثبت ۹۶۲۵ به‌عنوان یکی از آثار ملی ایران به ثبت رسیده است.